# شپیرکلباخ
شپیرکلباخ (به آلمانی: Spirkelbach) یک شهر در آلمان است که در زودوستپفالتس واقع شده‌است. شپیرکلباخ ۷۰۹ نفر جمعیت دارد.